# USS Arkansas (BB-33)
Pour les autres navires du même nom, voir USS Arkansas.
L’USS Arkansas (BB-33) est un cuirassé de l’US Navy de la classe Wyoming qui servit pendant les deux guerres mondiales. Il est lancé le 14 janvier 1911 à Camden, dans le New Jersey. Pendant la Première Guerre mondiale, il sert au large des côtes écossaises. Pendant la Seconde Guerre mondiale, il escorte les convois transatlantiques et participe au débarquement de Normandie ainsi qu'au débarquement d'Iwo Jima et d'Okinawa, ces derniers alors qu'il est affecté au Battleship Squadron 1. Tout comme les navires New York, Nevada et Pennsylvania, il sert de cible et est coulé en 1946, lors d'un test atomique sous-marin, dans l'atoll de Bikini.
Il a été le troisième Navire de guerre de la marine américaine baptisé en l'honneur du 25e état de l'Union.

## Galerie

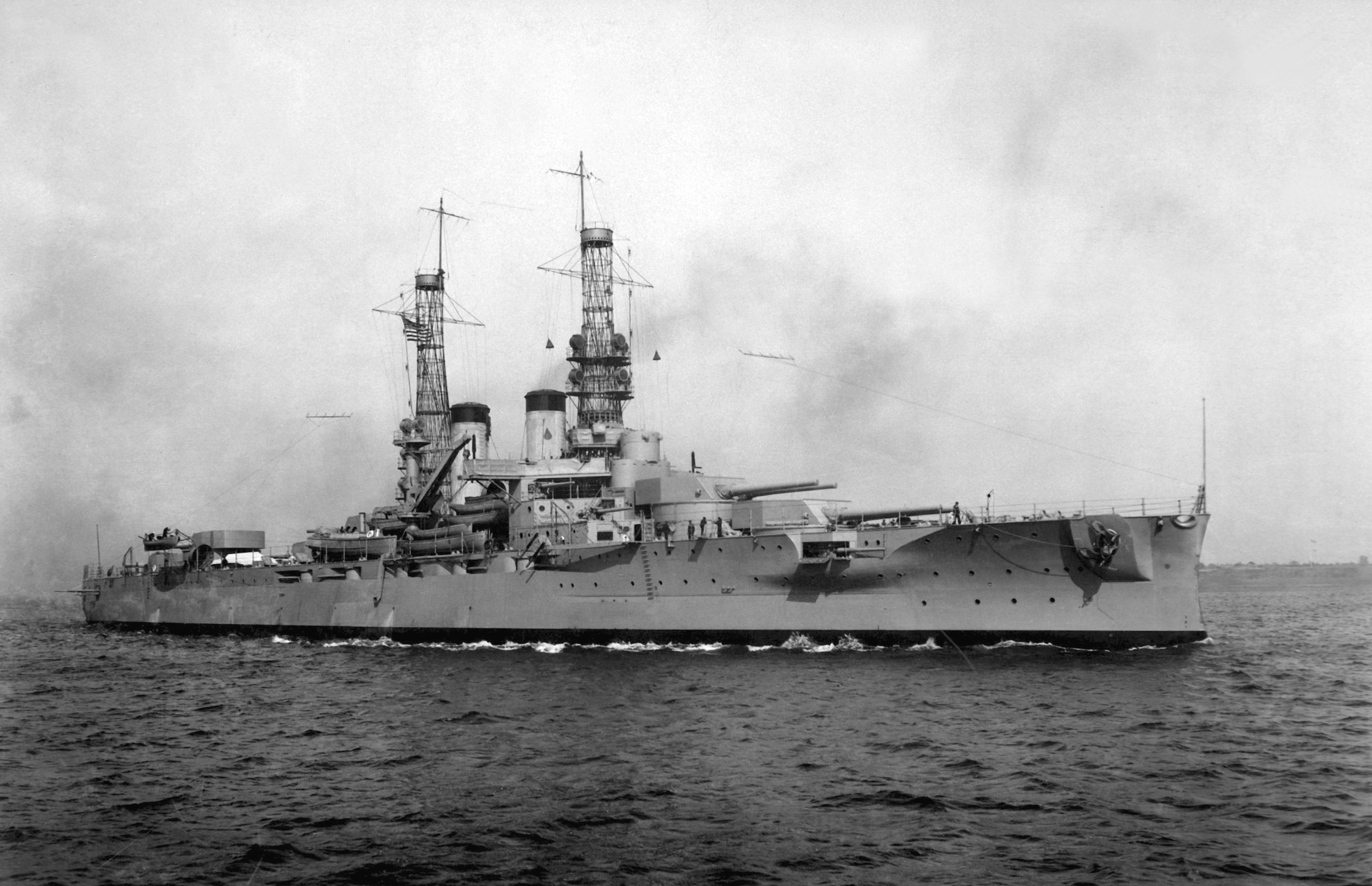
L’Arkansas, vers 1918.
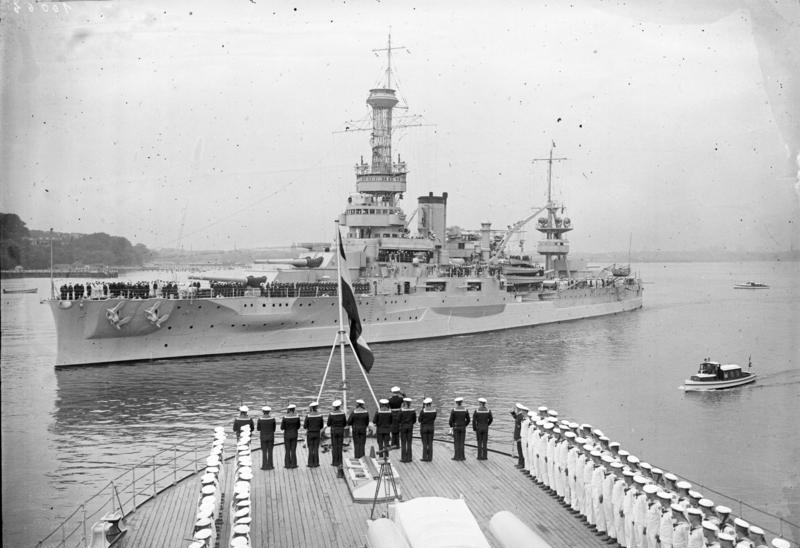
L’Arkansas à Kiel, en Allemagne, 1930.
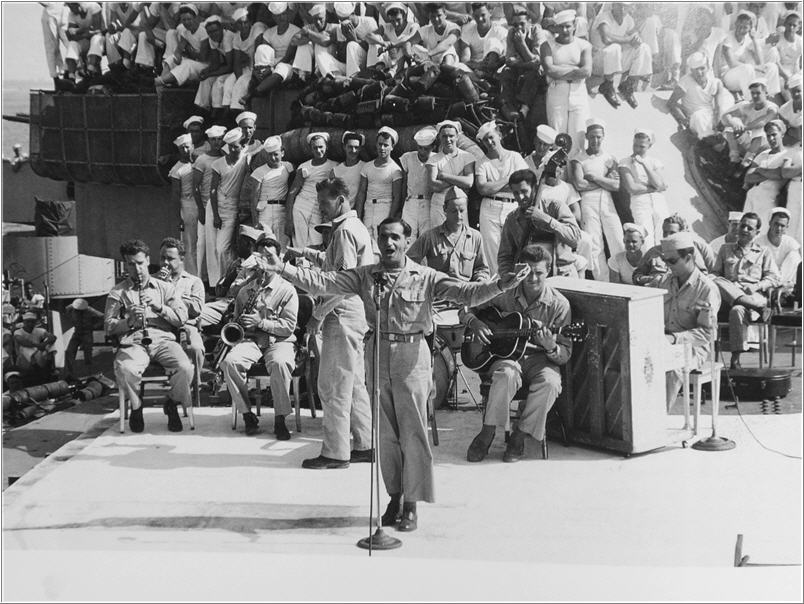
Irving Berlin chantant à bord de l'USS Arkansas, 25 juillet 1944
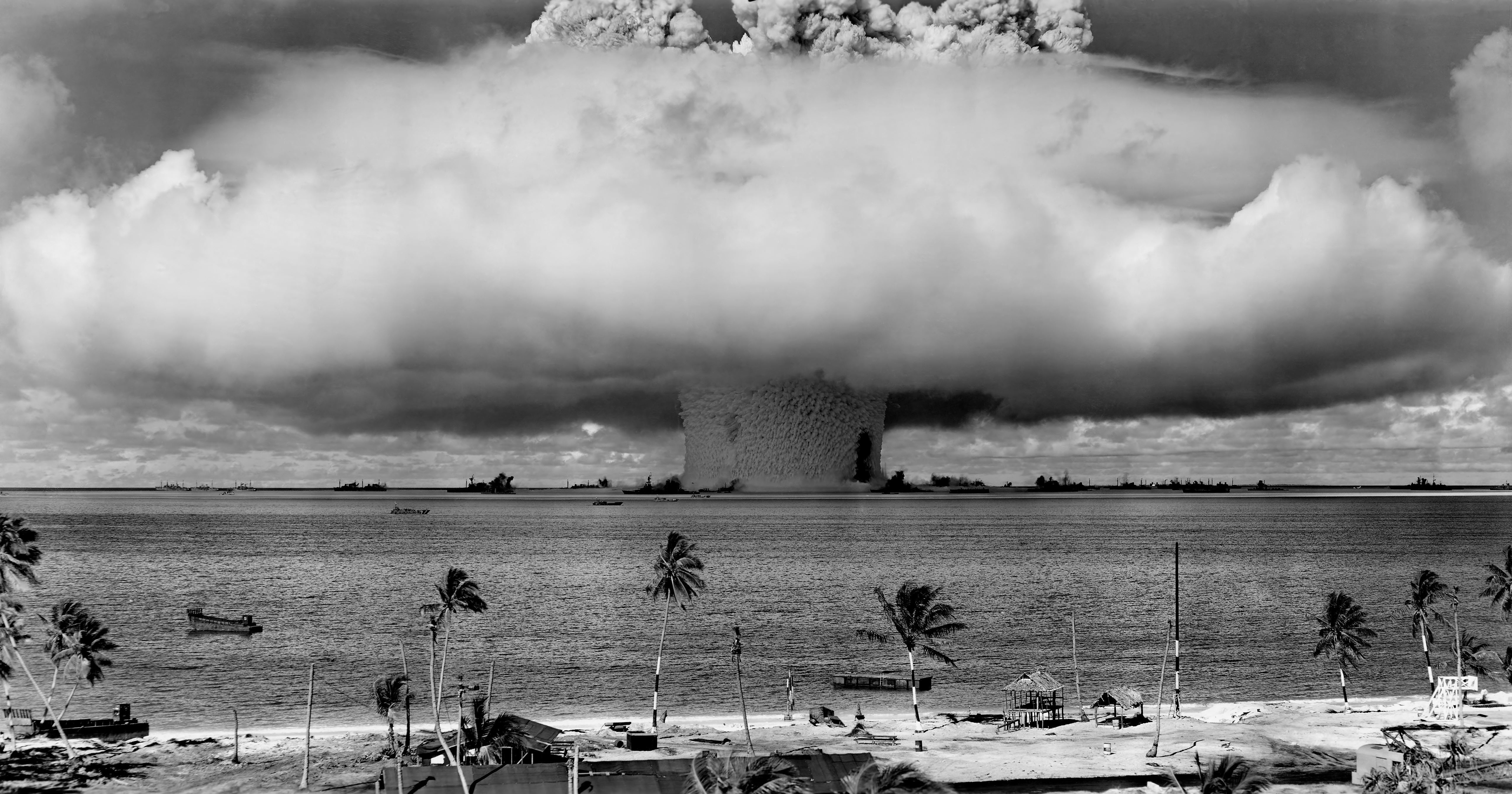
L’Arkansas coulé par l'essai nucléaire Baker. L’Arkansas est la tache noire à droite de la colonne.